# ONE FC: War of Dragons
ONE FC: War of Dragons foi um evento de artes marciais mistas promovido pelo ONE Fighting Championship, ocorrido em 11 de julho de 2014 no NTU Sports Center em Taipei, Taiwan.

## Background
Essa foi a primeira visita do ONE FC ao Taiwan. No evento principal, Rob Lisita enfrentou Eric "The Natural" Kelly valendo uma chance de disputar o Cinturão Peso Pena do ONE FC.
Uma luta entre os leves Zhang Zheng Jie e Rayner Kinsiong era esperada para acontecer, mas Zhang Zheng Jie falhou no exame pré-luta e foi incapaz de competir. Rayner Kinsiong falhou ao tentar bater o peso de 155lbs e enfrentou Eilot Corley em um peso casado de 157lbs.

## Resultados
^ a: Pela chance de se tornar o desafiante n°1 do Peso Pena.

## Ligações Externas
1. ↑  a[›]